# 綾歌郡

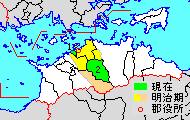
香川県綾歌郡の範囲（1.宇多津町 2.綾川町 薄黄：後に他郡に編入された地域）

綾歌郡（あやうたぐん）は、香川県の郡である。
人口40,305人、面積117.85km²、人口密度342人/km²。（2025年2月1日、推計人口）
以下の2町を含む。
- 綾川町（あやがわちょう）
- 宇多津町（うたづちょう）

## 郡域
1899年（明治32年）に発足した当時の郡域は、上記2町（宇多津町吉田地区を除く）のほか、現在の行政区画では概ね以下の区域に相当する。
- 高松市（国分寺町各町）
- 丸亀市（土器町各町、飯野町各町、飯山町各町、綾歌町各町）
- 坂出市（島嶼部、公有水面埋立地を除く）
- 仲多度郡まんのう町（長尾、炭所西、造田以東）

## 歴史
- 郡の名称は、綾歌郡成立以前にあった阿野郡（あやぐん）と鵜足郡（うたぐん）から名づけられている。2つの郡が合併して阿野鵜足郡（あやうたぐん）とする際に、使用する字を「綾歌」と変更して制定された。

### 沿革

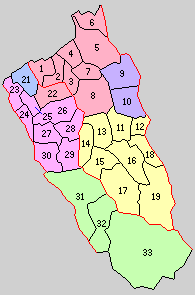
1.坂出町 2.金山村 3.西庄村 4.林田村 5.松山村 6.王越村 7.加茂村 8.府中村 9.端岡村 10.山内村 11.陶村 12.畑田村 13.滝宮村 14.羽床村 15.羽床上村 16.山田村 17.西分村 18.千疋村 19.枌所村 21.宇多津村 22.川津村 23.土器村 24.川西村 25.飯野村 26.坂本村 27.法勲寺村 28.富熊村 29.栗熊村 30.岡田村 31.長炭村 32.造田村 33.美合村（紫：高松市 赤：坂出市 桃：丸亀市 黄：綾歌郡綾川町 緑：仲多度郡まんのう町）

- 1899年（明治32年）4月1日 - 郡制の施行により阿野郡・鵜足郡の区域をもって綾歌郡が発足。下記の町村が所属。（2町30村）
  - 旧阿野郡（1町18村） - 坂出町、金山村、西庄村、林田村、松山村、王越村、加茂村、府中村、端岡村、山内村、陶村、畑田村、滝宮村、羽床村、羽床上村、山田村、西分村、千疋村、枌所村
  - 旧鵜足郡（1町12村） - 宇多津町、川津村、土器村、川西村、飯野村、坂本村、法勲寺村、富熊村、栗熊村、岡田村、長炭村、造田村、美合村
- 1929年（昭和4年）4月1日 - 千疋村・畑田村が合併して昭和村が発足。（2町29村）
- 1936年（昭和11年）
  - 6月1日 - 金山村が坂出町に編入（2町28村）
  - 9月1日 - 西庄村が坂出町に編入（2町27村）
- 1942年（昭和17年）7月1日 - 坂出町が林田村を編入のうえ市制施行して坂出市が発足し、郡より離脱。（1町26村）
- 1951年（昭和26年）4月1日（1町24村）
  - 加茂村が坂出市に編入。
  - 栗熊村・富熊村が合併して久栄村が発足。同日久万玉村に改称。
- 1954年（昭和29年）
  - 3月31日 - 川西村が丸亀市に編入。（1町23村）
  - 4月1日（2町15村）
    - 府中村が坂出市に編入。
    - 陶村・滝宮村・昭和村・羽床村が合併して綾南町が発足。
    - 山田村・羽床上村・西分村・枌所村が合併して綾上村が発足。

  - 5月3日 - 土器村が丸亀市に編入。（2町14村）
- 1955年（昭和30年）
  - 1月1日 - 川津村の一部が飯野村、残部が坂出市に分割編入。（2町13村）
  - 3月20日 - 山内村・端岡村が合併して国分寺町が発足。（3町11村）
  - 5月3日 - 飯野村の一部（東分の一部）が宇多津町、残部（東二・西分および東分の一部）が丸亀市に分割編入。（3町10村）
- 1956年（昭和31年）
  - 7月1日 - 松山村・王越村が坂出市に編入。（3町8村）
  - 8月1日 - 坂本村・法勲寺村が合併して飯山町が発足。（4町6村）
  - 9月29日 - 造田村・美合村が合併して琴南村が発足。（4町5村）
  - 9月30日 - 長炭村が仲多度郡満濃町に編入、郡より離脱。（4町4村）
- 1957年（昭和32年）11月1日 - 琴南村の所属郡が仲多度郡に変更、郡より離脱。（4町3村）
- 1959年（昭和34年）4月1日 - 久万玉村・岡田村が合併して綾歌町が発足。（5町1村）
- 1962年（昭和37年）2月1日 - 綾上村が町制施行して綾上町となる。（6町）
- 2005年（平成17年）3月22日 - 綾歌町・飯山町が丸亀市と合併し、改めて丸亀市が発足、郡より離脱。（4町）
- 2006年（平成18年）
  - 1月10日 - 国分寺町が高松市に編入。（3町）
  - 3月21日 - 綾上町・綾南町が合併して綾川町が発足。（2町）

### 変遷表
| 1889年以前 | 1889年以前                    | 1899年3月16日 - 1926年        | 1927年 - 1944年             | 1927年 - 1944年      | 1945年 - 1954年              | 1945年 - 1954年              | 1955年 - 1988年                      | 1955年 - 1988年                      | 1955年 - 1988年                      | 1989年 - 現在                      | 現在               |
| 郡         | 町村                          | 1899年3月16日 - 1926年        | 1927年 - 1944年             | 1927年 - 1944年      | 1945年 - 1954年              | 1945年 - 1954年              | 1955年 - 1988年                      | 1955年 - 1988年                      | 1955年 - 1988年                      | 1989年 - 現在                      | 現在               |
| ---------- | ----------------------------- | ----------------------------- | --------------------------- | -------------------- | ---------------------------- | ---------------------------- | ------------------------------------ | ------------------------------------ | ------------------------------------ | ---------------------------------- | ------------------ |
| 阿野郡     | 福家村                        | 山内村                        | 山内村                      | 山内村               | 山内村                       | 山内村                       | 昭和30年3月20日 国分寺町             | 昭和30年3月20日 国分寺町             | 昭和30年3月20日 国分寺町             | 平成18年1月10日 高松市に編入       | 高松市             |
| 阿野郡     | 新名村                        | 山内村                        | 山内村                      | 山内村               | 山内村                       | 山内村                       | 昭和30年3月20日 国分寺町             | 昭和30年3月20日 国分寺町             | 昭和30年3月20日 国分寺町             | 平成18年1月10日 高松市に編入       | 高松市             |
| 阿野郡     | 柏原村                        | 山内村                        | 山内村                      | 山内村               | 山内村                       | 山内村                       | 昭和30年3月20日 国分寺町             | 昭和30年3月20日 国分寺町             | 昭和30年3月20日 国分寺町             | 平成18年1月10日 高松市に編入       | 高松市             |
| 阿野郡     | 國分村                        | 端岡村                        | 端岡村                      | 端岡村               | 端岡村                       | 端岡村                       | 昭和30年3月20日 国分寺町             | 昭和30年3月20日 国分寺町             | 昭和30年3月20日 国分寺町             | 平成18年1月10日 高松市に編入       | 高松市             |
| 阿野郡     | 新居村                        | 端岡村                        | 端岡村                      | 端岡村               | 端岡村                       | 端岡村                       | 昭和30年3月20日 国分寺町             | 昭和30年3月20日 国分寺町             | 昭和30年3月20日 国分寺町             | 平成18年1月10日 高松市に編入       | 高松市             |
| 阿野郡     | 山田上村                      | 山田村                        | 山田村                      | 山田村               | 昭和29年4月1日 綾上村        | 昭和29年4月1日 綾上村        | 昭和37年2月1日 町制                  | 昭和37年2月1日 町制                  | 昭和37年2月1日 町制                  | 平成18年3月21日 綾川町             | 綾川町             |
| 阿野郡     | 山田下村                      | 山田村                        | 山田村                      | 山田村               | 昭和29年4月1日 綾上村        | 昭和29年4月1日 綾上村        | 昭和37年2月1日 町制                  | 昭和37年2月1日 町制                  | 昭和37年2月1日 町制                  | 平成18年3月21日 綾川町             | 綾川町             |
| 阿野郡     | 東分村                        | 山田村                        | 山田村                      | 山田村               | 昭和29年4月1日 綾上村        | 昭和29年4月1日 綾上村        | 昭和37年2月1日 町制                  | 昭和37年2月1日 町制                  | 昭和37年2月1日 町制                  | 平成18年3月21日 綾川町             | 綾川町             |
| 阿野郡     | 西分村                        | 西分村                        | 西分村                      | 西分村               | 昭和29年4月1日 綾上村        | 昭和29年4月1日 綾上村        | 昭和37年2月1日 町制                  | 昭和37年2月1日 町制                  | 昭和37年2月1日 町制                  | 平成18年3月21日 綾川町             | 綾川町             |
| 阿野郡     | 枌所東村                      | 枌所村                        | 枌所村                      | 枌所村               | 昭和29年4月1日 綾上村        | 昭和29年4月1日 綾上村        | 昭和37年2月1日 町制                  | 昭和37年2月1日 町制                  | 昭和37年2月1日 町制                  | 平成18年3月21日 綾川町             | 綾川町             |
| 阿野郡     | 枌所西村                      | 枌所村                        | 枌所村                      | 枌所村               | 昭和29年4月1日 綾上村        | 昭和29年4月1日 綾上村        | 昭和37年2月1日 町制                  | 昭和37年2月1日 町制                  | 昭和37年2月1日 町制                  | 平成18年3月21日 綾川町             | 綾川町             |
| 阿野郡     | 羽床上村                      | 羽床上村                      | 羽床上村                    | 羽床上村             | 昭和29年4月1日 綾上村        | 昭和29年4月1日 綾上村        | 昭和37年2月1日 町制                  | 昭和37年2月1日 町制                  | 昭和37年2月1日 町制                  | 平成18年3月21日 綾川町             | 綾川町             |
| 阿野郡     | 牛川村                        | 羽床上村                      | 羽床上村                    | 羽床上村             | 昭和29年4月1日 綾上村        | 昭和29年4月1日 綾上村        | 昭和37年2月1日 町制                  | 昭和37年2月1日 町制                  | 昭和37年2月1日 町制                  | 平成18年3月21日 綾川町             | 綾川町             |
| 阿野郡     | 羽床下村                      | 羽床村                        | 羽床村                      | 羽床村               | 昭和29年4月1日 綾南町        | 昭和29年4月1日 綾南町        | 綾南町                               | 綾南町                               | 綾南町                               | 平成18年3月21日 綾川町             | 綾川町             |
| 阿野郡     | 小野村                        | 羽床村                        | 羽床村                      | 羽床村               | 昭和29年4月1日 綾南町        | 昭和29年4月1日 綾南町        | 綾南町                               | 綾南町                               | 綾南町                               | 平成18年3月21日 綾川町             | 綾川町             |
| 阿野郡     | 千疋村                        | 千疋村                        | 昭和4年4月1日 昭和村        | 昭和4年4月1日 昭和村 | 昭和29年4月1日 綾南町        | 昭和29年4月1日 綾南町        | 綾南町                               | 綾南町                               | 綾南町                               | 平成18年3月21日 綾川町             | 綾川町             |
| 阿野郡     | 畑田村                        | 畑田村                        | 昭和4年4月1日 昭和村        | 昭和4年4月1日 昭和村 | 昭和29年4月1日 綾南町        | 昭和29年4月1日 綾南町        | 綾南町                               | 綾南町                               | 綾南町                               | 平成18年3月21日 綾川町             | 綾川町             |
| 阿野郡     | 瀧宮村                        | 瀧宮村                        | 瀧宮村                      | 瀧宮村               | 昭和29年4月1日 綾南町        | 昭和29年4月1日 綾南町        | 綾南町                               | 綾南町                               | 綾南町                               | 平成18年3月21日 綾川町             | 綾川町             |
| 阿野郡     | 北村                          | 瀧宮村                        | 瀧宮村                      | 瀧宮村               | 昭和29年4月1日 綾南町        | 昭和29年4月1日 綾南町        | 綾南町                               | 綾南町                               | 綾南町                               | 平成18年3月21日 綾川町             | 綾川町             |
| 阿野郡     | 萱原村                        | 瀧宮村                        | 瀧宮村                      | 瀧宮村               | 昭和29年4月1日 綾南町        | 昭和29年4月1日 綾南町        | 綾南町                               | 綾南町                               | 綾南町                               | 平成18年3月21日 綾川町             | 綾川町             |
| 阿野郡     | 陶村                          | 陶村                          | 陶村                        | 陶村                 | 昭和29年4月1日 綾南町        | 昭和29年4月1日 綾南町        | 綾南町                               | 綾南町                               | 綾南町                               | 平成18年3月21日 綾川町             | 綾川町             |
| 阿野郡     | 坂出村                        | 坂出町                        | 坂出町                      | 昭和17年7月1日 市制  | 坂出市                       | 坂出市                       | 坂出市                               | 坂出市                               | 坂出市                               | 坂出市                             | 坂出市             |
| 阿野郡     | 福江村                        | 金山村                        | 昭和11年6月1日 坂出町に編入 | 昭和17年7月1日 市制  | 坂出市                       | 坂出市                       | 坂出市                               | 坂出市                               | 坂出市                               | 坂出市                             | 坂出市             |
| 阿野郡     | 江尻村                        | 金山村                        | 昭和11年6月1日 坂出町に編入 | 昭和17年7月1日 市制  | 坂出市                       | 坂出市                       | 坂出市                               | 坂出市                               | 坂出市                               | 坂出市                             | 坂出市             |
| 阿野郡     | 西庄村                        | 西庄村                        | 昭和11年9月1日 坂出町に編入 | 昭和17年7月1日 市制  | 坂出市                       | 坂出市                       | 坂出市                               | 坂出市                               | 坂出市                               | 坂出市                             | 坂出市             |
| 阿野郡     | 林田村                        | 林田村                        | 昭和17年7月1日 坂出町に編入 | 昭和17年7月1日 市制  | 坂出市                       | 坂出市                       | 坂出市                               | 坂出市                               | 坂出市                               | 坂出市                             | 坂出市             |
| 阿野郡     | 鴨村                          | 加茂村                        | 加茂村                      | 加茂村               | 昭和26年4月1日 坂出市に編入  | 昭和26年4月1日 坂出市に編入  | 坂出市                               | 坂出市                               | 坂出市                               | 坂出市                             | 坂出市             |
| 阿野郡     | 氏部村                        | 加茂村                        | 加茂村                      | 加茂村               | 昭和26年4月1日 坂出市に編入  | 昭和26年4月1日 坂出市に編入  | 坂出市                               | 坂出市                               | 坂出市                               | 坂出市                             | 坂出市             |
| 阿野郡     | 府中村                        | 府中村                        | 府中村                      | 府中村               | 昭和29年4月1日 坂出市に編入  | 昭和29年4月1日 坂出市に編入  | 坂出市                               | 坂出市                               | 坂出市                               | 坂出市                             | 坂出市             |
| 阿野郡     | 高屋村                        | 松山村                        | 松山村                      | 松山村               | 松山村                       | 松山村                       | 昭和31年7月1日 坂出市に編入          | 昭和31年7月1日 坂出市に編入          | 昭和31年7月1日 坂出市に編入          | 坂出市                             | 坂出市             |
| 阿野郡     | 青海村                        | 松山村                        | 松山村                      | 松山村               | 松山村                       | 松山村                       | 昭和31年7月1日 坂出市に編入          | 昭和31年7月1日 坂出市に編入          | 昭和31年7月1日 坂出市に編入          | 坂出市                             | 坂出市             |
| 阿野郡     | 神谷村                        | 松山村                        | 松山村                      | 松山村               | 松山村                       | 松山村                       | 昭和31年7月1日 坂出市に編入          | 昭和31年7月1日 坂出市に編入          | 昭和31年7月1日 坂出市に編入          | 坂出市                             | 坂出市             |
| 阿野郡     | 乃生村                        | 王越村                        | 王越村                      | 王越村               | 王越村                       | 王越村                       | 昭和31年7月1日 坂出市に編入          | 昭和31年7月1日 坂出市に編入          | 昭和31年7月1日 坂出市に編入          | 坂出市                             | 坂出市             |
| 阿野郡     | 木澤村                        | 王越村                        | 王越村                      | 王越村               | 王越村                       | 王越村                       | 昭和31年7月1日 坂出市に編入          | 昭和31年7月1日 坂出市に編入          | 昭和31年7月1日 坂出市に編入          | 坂出市                             | 坂出市             |
| 鵜足郡     | 川津村                        | 川津村                        | 川津村                      | 川津村               | 川津村                       | 川津村                       | 昭和30年1月1日 坂出市に編入          | 昭和30年1月1日 坂出市に編入          | 昭和30年1月1日 坂出市に編入          | 坂出市                             | 坂出市             |
| 鵜足郡     | 川津村                        | 川津村                        | 川津村                      | 川津村               | 川津村                       | 川津村                       | 昭和30年1月1日 飯野村に編入          | 昭和30年5月3日 丸亀市に編入          | 昭和30年5月3日 丸亀市に編入          | 平成17年3月22日 丸亀市             | 丸亀市             |
| 鵜足郡     | 西分村                        | 飯野村                        | 飯野村                      | 飯野村               | 飯野村                       | 飯野村                       | 飯野村                               | 昭和30年5月3日 丸亀市に編入          | 昭和30年5月3日 丸亀市に編入          | 平成17年3月22日 丸亀市             | 丸亀市             |
| 鵜足郡     | 東二村                        | 飯野村                        | 飯野村                      | 飯野村               | 飯野村                       | 飯野村                       | 飯野村                               | 昭和30年5月3日 丸亀市に編入          | 昭和30年5月3日 丸亀市に編入          | 平成17年3月22日 丸亀市             | 丸亀市             |
| 鵜足郡     | 東分村                        | 飯野村                        | 飯野村                      | 飯野村               | 飯野村                       | 飯野村                       | 飯野村                               |                                      |                                      |                                    |                    |
| 鵜足郡     | 昭和30年5月3日 宇多津町に編入 | 昭和30年5月3日 宇多津町に編入 | 飯野村                      | 飯野村               | 飯野村                       | 飯野村                       | 飯野村                               | 宇多津町                             | 宇多津町                             |                                    |                    |
| 鵜足郡     | 宇多津村                      | 宇多津町                      | 宇多津町                    | 宇多津町             | 宇多津町                     | 宇多津町                     | 宇多津町                             | 宇多津町                             | 宇多津町                             |                                    |                    |
| 鵜足郡     | 西小川村                      | 川西村                        | 川西村                      | 川西村               | 昭和29年3月31日 丸亀市に編入 | 昭和29年3月31日 丸亀市に編入 | 丸亀市                               | 丸亀市                               | 丸亀市                               | 平成17年3月22日 丸亀市             | 丸亀市             |
| 鵜足郡     | 西二村                        | 川西村                        | 川西村                      | 川西村               | 昭和29年3月31日 丸亀市に編入 | 昭和29年3月31日 丸亀市に編入 | 丸亀市                               | 丸亀市                               | 丸亀市                               | 平成17年3月22日 丸亀市             | 丸亀市             |
| 鵜足郡     | 土器村                        | 土器村                        | 土器村                      | 土器村               | 昭和29年5月3日 丸亀市に編入  | 昭和29年5月3日 丸亀市に編入  | 丸亀市                               | 丸亀市                               | 丸亀市                               | 平成17年3月22日 丸亀市             | 丸亀市             |
| 鵜足郡     | 栗熊東村                      | 栗熊村                        | 栗熊村                      | 栗熊村               | 昭和26年4月1日 久栄村        | 昭和26年4月1日 改称 久万玉村 | 昭和34年4月1日 綾歌町                | 昭和34年4月1日 綾歌町                | 昭和34年4月1日 綾歌町                | 平成17年3月22日 丸亀市             | 丸亀市             |
| 鵜足郡     | 栗熊西村                      | 栗熊村                        | 栗熊村                      | 栗熊村               | 昭和26年4月1日 久栄村        | 昭和26年4月1日 改称 久万玉村 | 昭和34年4月1日 綾歌町                | 昭和34年4月1日 綾歌町                | 昭和34年4月1日 綾歌町                | 平成17年3月22日 丸亀市             | 丸亀市             |
| 鵜足郡     | 富熊村                        | 富熊村                        | 富熊村                      | 富熊村               | 昭和26年4月1日 久栄村        | 昭和26年4月1日 改称 久万玉村 | 昭和34年4月1日 綾歌町                | 昭和34年4月1日 綾歌町                | 昭和34年4月1日 綾歌町                | 平成17年3月22日 丸亀市             | 丸亀市             |
| 鵜足郡     | 岡田上村                      | 岡田村                        | 岡田村                      | 岡田村               | 岡田村                       | 岡田村                       | 昭和34年4月1日 綾歌町                | 昭和34年4月1日 綾歌町                | 昭和34年4月1日 綾歌町                | 平成17年3月22日 丸亀市             | 丸亀市             |
| 鵜足郡     | 岡田下村                      | 岡田村                        | 岡田村                      | 岡田村               | 岡田村                       | 岡田村                       | 昭和34年4月1日 綾歌町                | 昭和34年4月1日 綾歌町                | 昭和34年4月1日 綾歌町                | 平成17年3月22日 丸亀市             | 丸亀市             |
| 鵜足郡     | 岡田東村                      | 岡田村                        | 岡田村                      | 岡田村               | 岡田村                       | 岡田村                       | 昭和34年4月1日 綾歌町                | 昭和34年4月1日 綾歌町                | 昭和34年4月1日 綾歌町                | 平成17年3月22日 丸亀市             | 丸亀市             |
| 鵜足郡     | 岡田西村                      | 岡田村                        | 岡田村                      | 岡田村               | 岡田村                       | 岡田村                       | 昭和34年4月1日 綾歌町                | 昭和34年4月1日 綾歌町                | 昭和34年4月1日 綾歌町                | 平成17年3月22日 丸亀市             | 丸亀市             |
| 鵜足郡     | 東坂元村                      | 坂本村                        | 坂本村                      | 坂本村               | 坂本村                       | 坂本村                       | 昭和31年8月1日 飯山町                | 昭和31年8月1日 飯山町                | 昭和31年8月1日 飯山町                | 平成17年3月22日 丸亀市             | 丸亀市             |
| 鵜足郡     | 西坂元村                      | 坂本村                        | 坂本村                      | 坂本村               | 坂本村                       | 坂本村                       | 昭和31年8月1日 飯山町                | 昭和31年8月1日 飯山町                | 昭和31年8月1日 飯山町                | 平成17年3月22日 丸亀市             | 丸亀市             |
| 鵜足郡     | 川原村                        | 坂本村                        | 坂本村                      | 坂本村               | 坂本村                       | 坂本村                       | 昭和31年8月1日 飯山町                | 昭和31年8月1日 飯山町                | 昭和31年8月1日 飯山町                | 平成17年3月22日 丸亀市             | 丸亀市             |
| 鵜足郡     | 眞時村                        | 坂本村                        | 坂本村                      | 坂本村               | 坂本村                       | 坂本村                       | 昭和31年8月1日 飯山町                | 昭和31年8月1日 飯山町                | 昭和31年8月1日 飯山町                | 平成17年3月22日 丸亀市             | 丸亀市             |
| 鵜足郡     | 上法軍寺村                    | 法勳寺村                      | 法勳寺村                    | 法勳寺村             | 法勲寺村                     | 法勲寺村                     | 昭和31年8月1日 飯山町                | 昭和31年8月1日 飯山町                | 昭和31年8月1日 飯山町                | 平成17年3月22日 丸亀市             | 丸亀市             |
| 鵜足郡     | 下法軍寺村                    | 法勳寺村                      | 法勳寺村                    | 法勳寺村             | 法勲寺村                     | 法勲寺村                     | 昭和31年8月1日 飯山町                | 昭和31年8月1日 飯山町                | 昭和31年8月1日 飯山町                | 平成17年3月22日 丸亀市             | 丸亀市             |
| 鵜足郡     | 東小川村                      | 法勳寺村                      | 法勳寺村                    | 法勳寺村             | 法勲寺村                     | 法勲寺村                     | 昭和31年8月1日 飯山町                | 昭和31年8月1日 飯山町                | 昭和31年8月1日 飯山町                | 平成17年3月22日 丸亀市             | 丸亀市             |
| 鵜足郡     | 造田村                        | 造田村                        | 造田村                      | 造田村               | 造田村                       | 造田村                       | 昭和31年9月29日 琴南村               | 昭和32年11月1日 仲多度郡琴南村       | 昭和37年4月1日 町制                  | 平成18年3月20日 仲多度郡まんのう町 | 仲多度郡まんのう町 |
| 鵜足郡     | 川東村                        | 美合村                        | 美合村                      | 美合村               | 美合村                       | 美合村                       | 昭和31年9月29日 琴南村               | 昭和32年11月1日 仲多度郡琴南村       | 昭和37年4月1日 町制                  | 平成18年3月20日 仲多度郡まんのう町 | 仲多度郡まんのう町 |
| 鵜足郡     | 中通村                        | 美合村                        | 美合村                      | 美合村               | 美合村                       | 美合村                       | 昭和31年9月29日 琴南村               | 昭和32年11月1日 仲多度郡琴南村       | 昭和37年4月1日 町制                  | 平成18年3月20日 仲多度郡まんのう町 | 仲多度郡まんのう町 |
| 鵜足郡     | 勝浦村                        | 美合村                        | 美合村                      | 美合村               | 美合村                       | 美合村                       | 昭和31年9月29日 琴南村               | 昭和32年11月1日 仲多度郡琴南村       | 昭和37年4月1日 町制                  | 平成18年3月20日 仲多度郡まんのう町 | 仲多度郡まんのう町 |
| 鵜足郡     | 長尾村                        | 長炭村                        | 長炭村                      | 長炭村               | 長炭村                       | 長炭村                       | 昭和31年9月30日 仲多度郡満濃町へ編入 | 昭和31年9月30日 仲多度郡満濃町へ編入 | 昭和31年9月30日 仲多度郡満濃町へ編入 | 平成18年3月20日 仲多度郡まんのう町 | 仲多度郡まんのう町 |
| 鵜足郡     | 炭所東村                      | 長炭村                        | 長炭村                      | 長炭村               | 長炭村                       | 長炭村                       | 昭和31年9月30日 仲多度郡満濃町へ編入 | 昭和31年9月30日 仲多度郡満濃町へ編入 | 昭和31年9月30日 仲多度郡満濃町へ編入 | 平成18年3月20日 仲多度郡まんのう町 | 仲多度郡まんのう町 |
| 鵜足郡     | 炭所西村                      | 長炭村                        | 長炭村                      | 長炭村               | 長炭村                       | 長炭村                       | 昭和31年9月30日 仲多度郡満濃町へ編入 | 昭和31年9月30日 仲多度郡満濃町へ編入 | 昭和31年9月30日 仲多度郡満濃町へ編入 | 平成18年3月20日 仲多度郡まんのう町 | 仲多度郡まんのう町 |

## 行政
歴代郡長
| 代 | 氏名 | 就任年月日               | 退任年月日                | 備考                   |
| -- | ---- | ------------------------ | ------------------------- | ---------------------- |
| 1  |      | 明治32年（1899年）4月1日 |                           |                        |
|    |      |                          | 大正15年（1926年）6月30日 | 郡役所廃止により、廃官 |